# Calcio Foggia 1920
Calcio Foggia 1920 är ett italienskt fotbollslag, hemmahörande i Foggia, Apulien. Klubben bildades 1920. Klubben spelar säsongen 2023/2024 i Serie C. 
Foggia spelade senast i Serie A 1995. Laget var som populärast runt 1990-talet när tränaren då var Zdeněk Zeman, tack vare av sitt offensiva spel och tekniska spelare var de därför svårstoppade.

## Kända tidigare spelare
Se också Spelare i Calcio Foggia 1920
- Dan Petrescu
- Giuseppe Signori

## Kända tidigare tränare
Se också Tränare i Calcio Foggia 1920
- Cesare Maldini
- Zdeněk Zeman